# Hermann Zabel
Hermann Zabel (Greifswald, 22 settembre 1832 – Gotha, 26 aprile 1912) è stato un botanico tedesco che si specializzò nel campo della dendrologia.

## Biografia
Dal 1854 al 1860 fu impiegato come assistente presso il giardino botanico e il museo di Greifswald.
Dal 1869 al 1895 fu direttore del giardino botanico forestale a Hannoversch Münden.
Quando andò in pensione, si trasferì a Gotha.

## Onorificenze
Il genere Zabelia (Rehder) Makino è stato così chiamato in suo onore, come i taxa con epiteti specifici di zabeliana e zabelii.

## Opere principali
- Übersicht der Flora von Neuvorpommern und Rügen, 1859.
- Catalogue of the Botanic Garden of the Forest Academy of Munden, Germany, (pubblicato in inglese).
- Die Gattung Symphoricarpus, 1887[5].
- Die strauchigen Spiräen der deutschen Gärten, 1893.
- Handbuch der Laubholz-Benenung, 1903 (con Ludwig Beissner, Ernst Schelle)[6].